# 冷藏箱

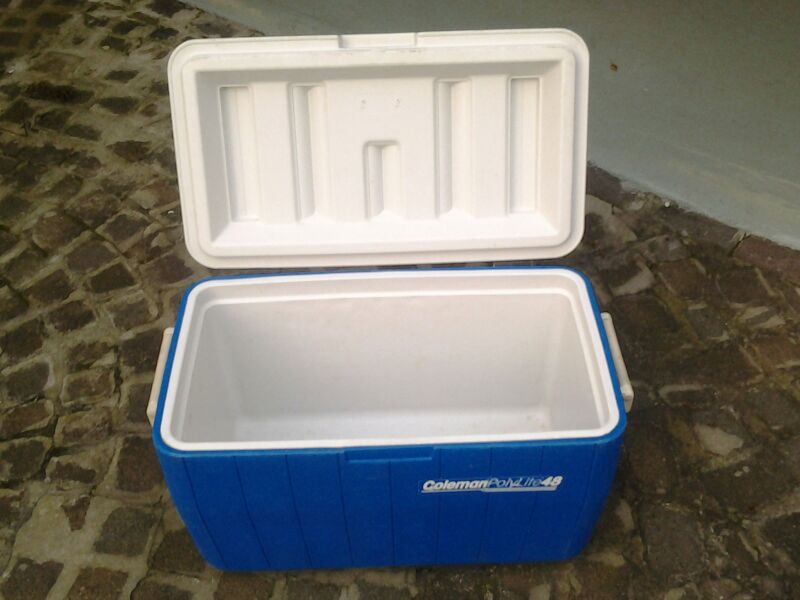
冷藏箱

冷藏箱（cooler）也称冰盒（ice box）、便携冰箱（portable ice chest）， 是有隔温能力的储藏箱，通常用来储存食品和饮料。与固定式的冰箱不同，冷藏箱并没有制冷能力，而是只能依赖减少从外部导热、或内部装有冰块或冰袋来保持内外温差。
冷藏箱常常用于野餐、野营、出游（特别是自驾游）、游艇航行或体育比赛等可能需要恒温储存饮食的活动。在气温较高的夏季，冷藏箱还可以在购物时用来帮助运输需要保持低温的食品（比如容易融化的冰品）。许多远离制冷设施的大型活动也会使用桶式的冷藏箱（冷藏桶）来为参与者提供冷饮。大部分冷藏箱会装有帮助搬运的提把或提带，较大的冷藏箱还会装有轮子帮助拖行运输。
长期使用的冷藏箱通常由内外两层塑料制造，外壳和内壳间填有硬泡沫帮助隔温。一次性使用的冷藏箱通常由聚苯乙烯制造。

## 照片

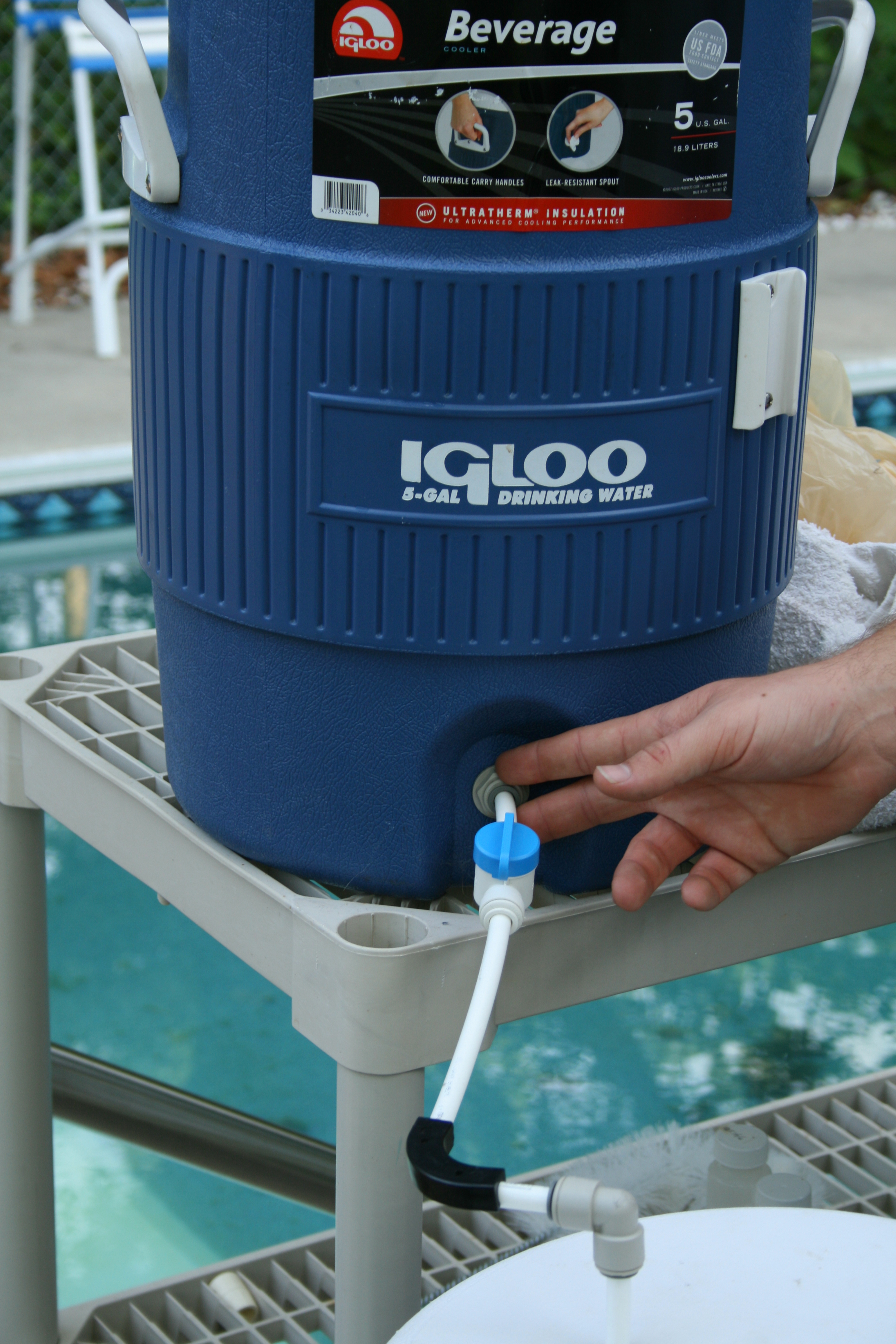
用来装冷饮的冷藏桶
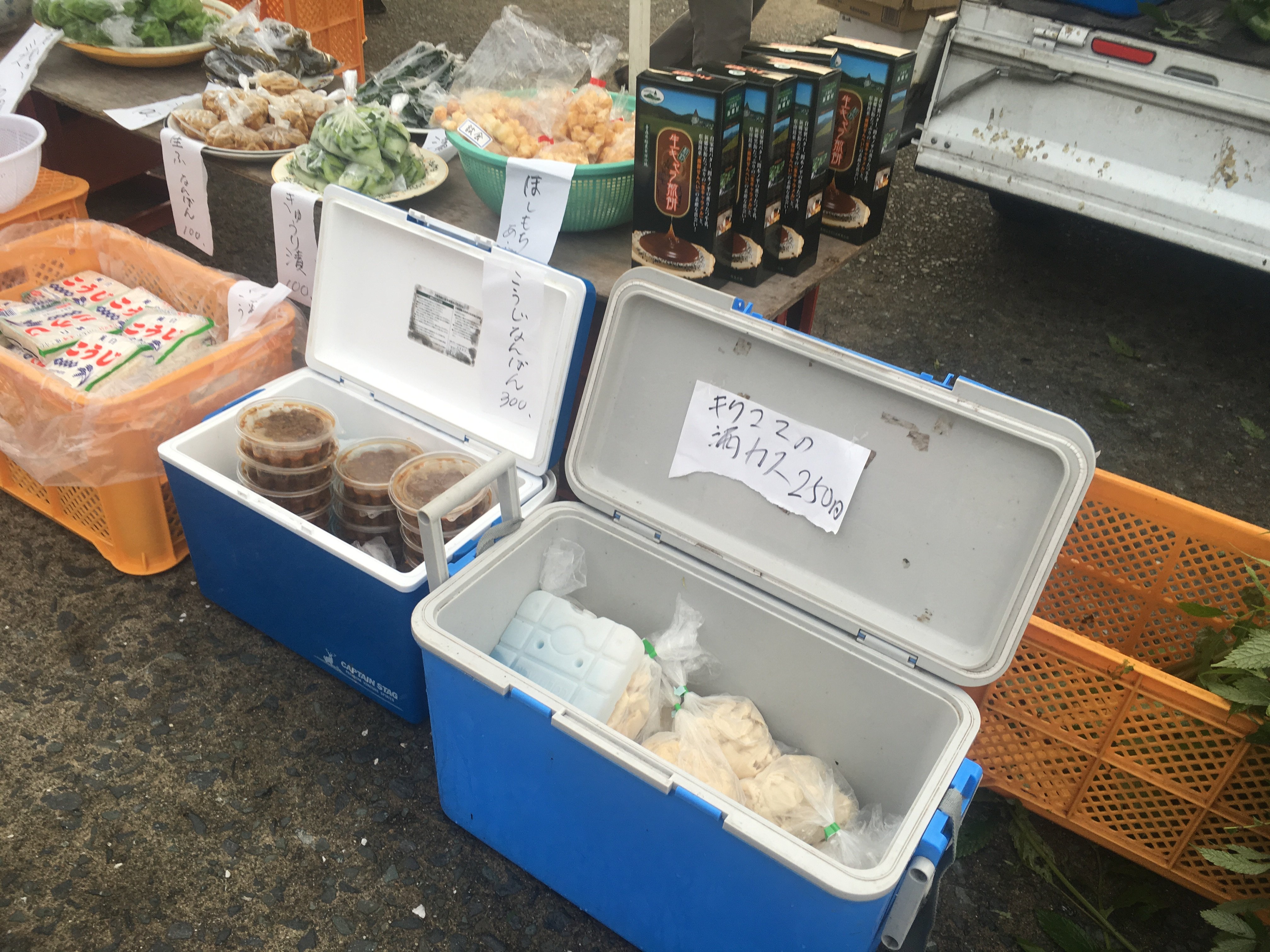
日本早市使用的冷藏箱
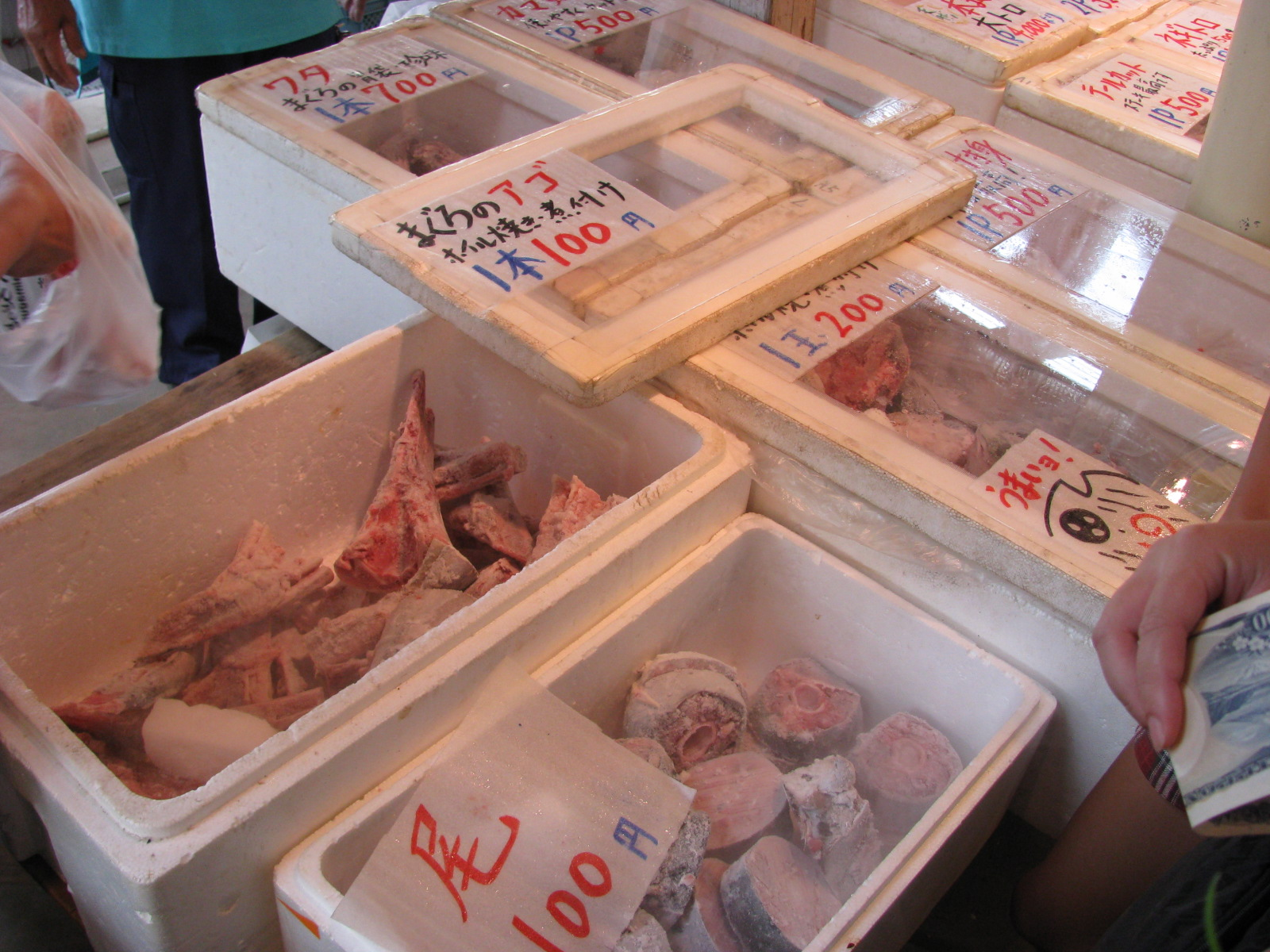
聚苯乙烯制造的冷藏箱
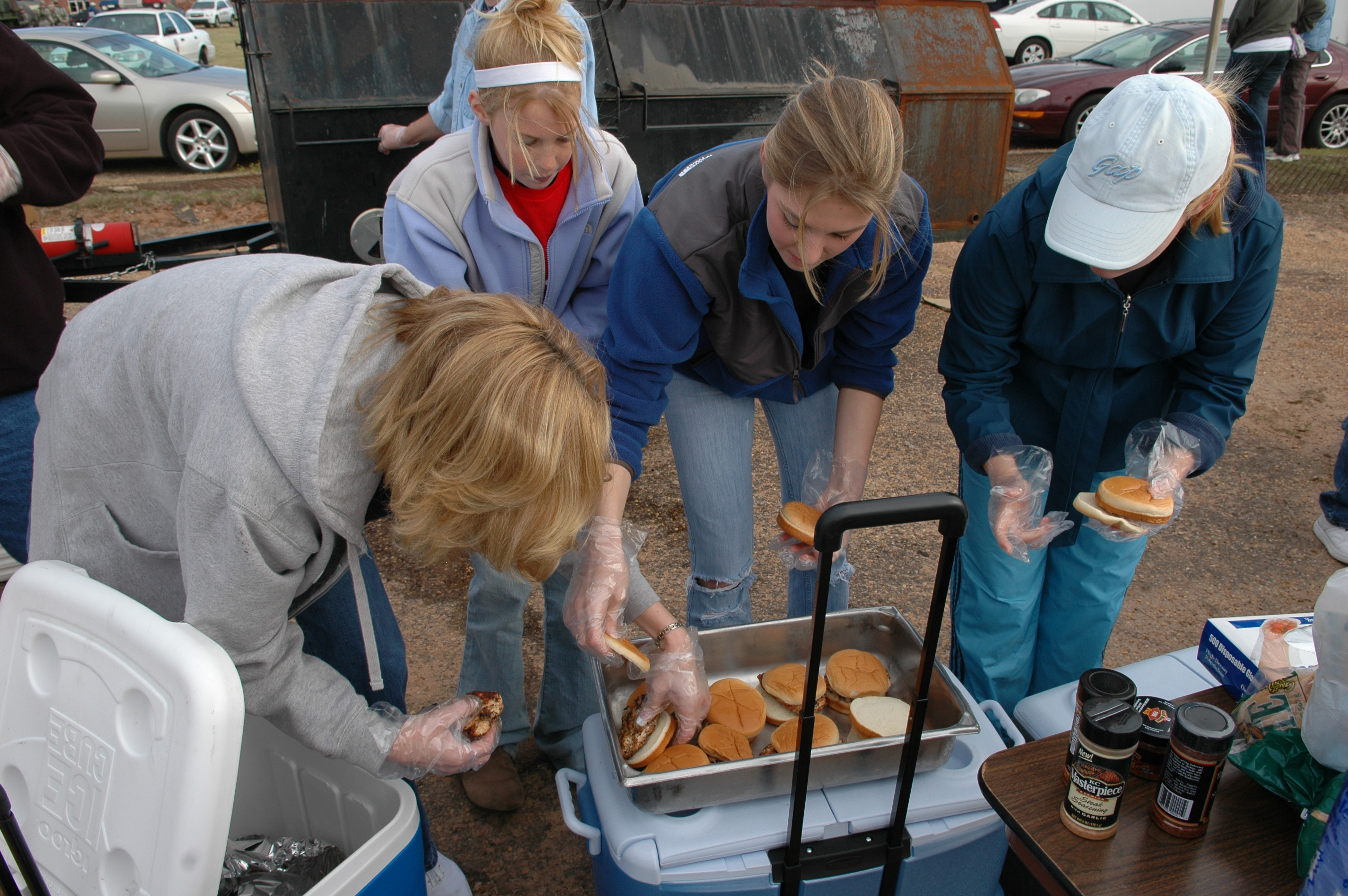
室外烧烤时使用的冷藏箱
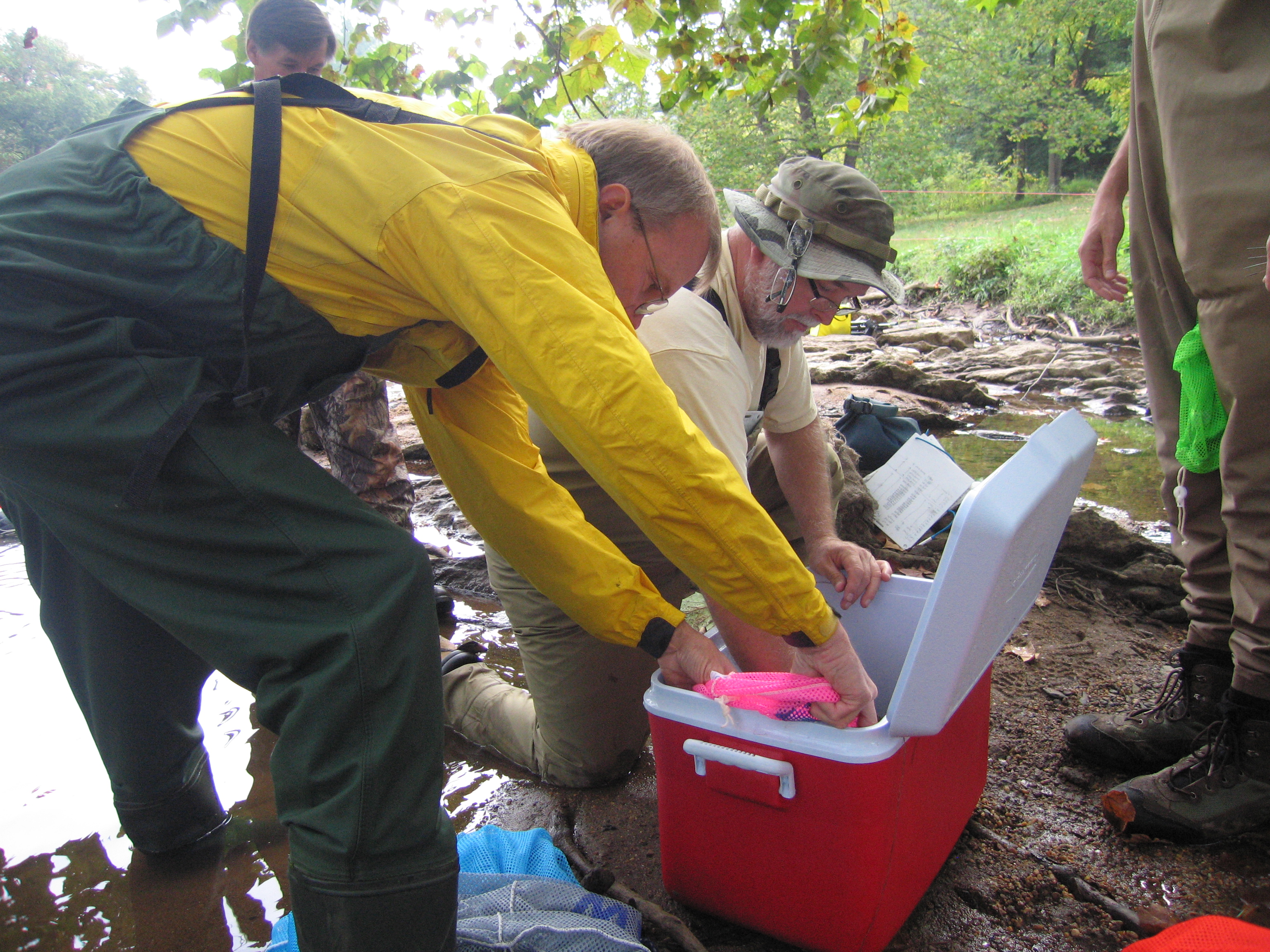
美国生物学家用冷藏箱帮助移殖无孔贻贝